# WWE Greatest Royal Rumble
WWE Greatest Royal Rumble  là một sự kiện đấu vật chuyên nghiệp pay-per-view  và của WWE Network sự kiện  được sản xuất bởi WWE cho Raw, SmackDown, và 205 Live. Sự kiện này là lần đầu tiên trong một loạt các sự kiện WWE tại Ả Rập Saudi. Sự kiện này được tổ chức vào ngày 27 tháng 4 năm 2018 tại Sân vận động Quốc tế Thành phố Thể thao King Abdullah ở Jeddah, Ả Rập Saudi. Tại sự kiện này, tất cả các chức vô địch trong danh sách chính của nam đều được bảo vệ, kèm với trận đấu Royal Rumble 50 người.
Show bao gồm mười trận đấu. Trong sự kiện chính, Braun Strowman đã thắng trận đấu Great Royal Rumble. Trên các trận khác, Brock Lesnar giữ lại Giải vô địch toàn cầu trước Roman Reigns trong một trận đấu lồng thép, và trận tranh đai WWE Championship giữa AJ Styles và Shinsuke Nakamura đã dẫn đến một double countout, The Undertaker đánh bại Rusev trong trận đấu quan tài và John Cena đánh bại Triple H trong trận mở màn.

## Kết quả
| Số.                                                    | Kết quả                                                                             | Thể thức                                                                  | Thời gian |
| ------------------------------------------------------ | ----------------------------------------------------------------------------------- | ------------------------------------------------------------------------- | --------- |
| 1                                                      | John Cena đánh bại Triple H                                                         | Trận đấu đơn                                                              | 15:45     |
| 2                                                      | Cedric Alexander (c) đánh bại Kalisto                                               | Trận đấu đơn cho WWE Cruisergra Championship                              | 10:15     |
| 3                                                      | Bray Wyatt và Matt Hardy đánh bại Cesaro và Sheamus                                 | Trận đấu đồng đội cho WWE Raw Tag Team Championship còn trống             | 8:50      |
| 4                                                      | Jeff Hardy (c) đánh bại Jinder Mahal (với Sunil Singh)                              | Trận đấu đơn cho WWE United States Championship                           | 6:10      |
| 5                                                      | The Bludgeon Brothers (Harper và Rowan) (c) đã đánh bại Usos (Jey Uso và Jimmy Uso) | Trận đấu đồng đội cho Giải vô địch đồng đội WWE SmackDown                 | 5:05      |
| 6                                                      | Seth Rollins (c) đánh bại Finn Bálor, Samoa Joe và The Miz                          | Trận đấu thang cho Giải vô địch Liên lục địa WWE                          | 15:05     |
| 7                                                      | AJ Styles (c) vs. Shinsuke Nakamura đã kết thúc với double countout                 | Trận đấu đơn cho WWE Championship                                         | 14:25     |
| 8                                                      | The Undertaker đánh bại Rusev (với Aiden English)                                   | Trận đấu Casket                                                           | 9:40      |
| 9                                                      | Brock Lesnar (c) (cùng Paul Heyman) đánh bại Roman Reigns bằng cách thoát khỏi lồng | Trận đấu lồng thép cho WWE Universal Championship                         | 9:15      |
| 10                                                     | Braun Strowman giành chiến thắng bằng cách loại bỏ Big Cass cuối cùng               | Trận đấu Royal Rumble 50 người cho Giải vô địch Greatest Royal Rumble WWE | 1:17:20   |
| - (c) - đề cập đến (các) nhà vô địch bước vào trận đấu |                                                                                     |                                                                           |           |

### Cặp đấu loại đồng đội
|  | Vòng đầu tiên </br> Raw (4/9) | Vòng đầu tiên </br> Raw (4/9)                        | Vòng đầu tiên </br> Raw (4/9) |  |  | Chung kết </br> Raw (4/16) | Chung kết </br> Raw (4/16) | Chung kết </br> Raw (4/16) |  |  | Trận đấu vô địch </br> Greatest Royal Rumble (27/4) | Trận đấu vô địch </br> Greatest Royal Rumble (27/4) | Trận đấu vô địch </br> Greatest Royal Rumble (27/4) |
|  |                               |                                                      |                               |  |  |                            |                            |                            |  |  |                                                     |                                                     |                                                     |
|  |                               | The Revival </br> (Dash Wilder và Scott Dawson)      | Đè                            |  |  |                            |                            |                            |  |  |                                                     |                                                     |                                                     |
|  |                               | Karl Anderson và Luke Gallows                        | 3:35                          |  |  |                            |                            |                            |  |  |                                                     | Cesaro và Sheamus                                   | 8:50                                                |
|  |                               |                                                      |                               |  |  |                            | The Revival                | 5:25                       |  |  |                                                     | Bray Wyatt và Matt Hardy                            | Đè                                                  |
|  |                               |                                                      |                               |  |  |                            | Bray Wyatt và Matt Hardy   | Đè                         |  |  |                                                     |                                                     |                                                     |
|  |                               | Bray Wyatt và Matt Hardy                             | Đè                            |  |  |                            |                            |                            |  |  |                                                     |                                                     |                                                     |
|  |                               | Titus Worldwide </br> (Apollo Crews và Titus O'Neil) | 5:07                          |  |  |                            |                            |                            |  |  |                                                     |                                                     |                                                     |

### Các đô vật và thứ tự loại trong Greatest Royal Rumble
- Raw
       - SmackDown
       - 205 Live
       - NXT
       - Đô vật tự do
       - Người chiến thắng
| Draw | Entrant          | Brand      | Order | Eliminated by                    | Time    | Elimination(s) |
| ---- | ---------------- | ---------- | ----- | -------------------------------- | ------- | -------------- |
| 1    | Daniel Bryan     | SmackDown  | 48    | Big Cass                         | 1:16:05 | 3              |
| 2    | Dolph Ziggler    | Raw        | 12    | Kurt Angle                       | 21:44   | 2              |
| 3    | Sin Cara         | SmackDown  | 1     | Dolph Ziggler                    | 01:18   | 0              |
| 4    | Curtis Axel      | Raw        | 2     | Mark Henry                       | 02:00   | 0              |
| 5    | Mark Henry       | Free agent | 5     | Daniel Bryan and Dolph Ziggler   | 03:27   | 3              |
| 6    | Mike Kanellis    | Raw        | 3     | Mark Henry                       | 00:03   | 0              |
| 7    | Hiroki Sumi      | Free agent | 4     | Mark Henry                       | 00:46   | 0              |
| 8    | Viktor           | Raw        | 6     | Daniel Bryan                     | 00:51   | 0              |
| 9    | Kofi Kingston    | SmackDown  | 14    | Elias                            | 16:34   | 1              |
| 10   | Tony Nese        | 205 Live   | 9     | Kofi Kingston and Xavier Woods   | 07:13   | 1              |
| 11   | Dash Wilder      | Raw        | 7     | Daniel Bryan and Hornswoggle     | 01:26   | 0              |
| 12   | Hornswoggle      | Free agent | 8     | Tony Nese                        | 01:00   | 1              |
| 13   | Primo Colón      | SmackDown  | 11    | Kurt Angle                       | 05:10   | 0              |
| 14   | Xavier Woods     | SmackDown  | 15    | Elias                            | 09:56   | 1              |
| 15   | Bo Dallas        | Raw        | 10    | Kurt Angle                       | 01:34   | 0              |
| 16   | Kurt Angle       | Raw        | 16    | Elias                            | 07:59   | 3              |
| 17   | Scott Dawson     | Raw        | 19    | Bobby Roode                      | 11:44   | 0              |
| 18   | Goldust          | Raw        | 18    | Bobby Roode                      | 10:04   | 0              |
| 19   | Konnor           | Raw        | 13    | Elias                            | 02:25   | 0              |
| 20   | Elias            | Raw        | 41    | Bobby Lashley                    | 34:04   | 5              |
| 21   | Luke Gallows     | SmackDown  | 20    | Rey Mysterio                     | 09:16   | 0              |
| 22   | Rhyno            | Raw        | 25    | Roderick Strong                  | 16:22   | 0              |
| 23   | Drew Gulak       | 205 Live   | 17    | Tucker Knight                    | 01:47   | 0              |
| 24   | Tucker Knight    | NXT        | 23    | Big E                            | 10:08   | 1              |
| 25   | Bobby Roode      | Raw        | 29    | Baron Corbin                     | 17:44   | 2              |
| 26   | Fandango         | Raw        | 21    | Mojo Rawley                      | 03:42   | 0              |
| 27   | Chad Gable       | Raw        | 24    | Apollo Crews                     | 08:17   | 0              |
| 28   | Rey Mysterio     | Free agent | 37    | Baron Corbin                     | 20:25   | 1              |
| 29   | Mojo Rawley      | Raw        | 27    | Randy Orton                      | 08:52   | 2              |
| 30   | Tyler Breeze     | Raw        | 22    | Mojo Rawley                      | 00:16   | 0              |
| 31   | Big E            | SmackDown  | 33    | Braun Strowman                   | 13:59   | 1              |
| 32   | Karl Anderson    | SmackDown  | 26    | Randy Orton                      | 04:25   | 0              |
| 33   | Apollo Crews     | Raw        | 28    | Randy Orton                      | 03:26   | 1              |
| 34   | Roderick Strong  | NXT        | 30    | Baron Corbin                     | 06:00   | 1              |
| 35   | Randy Orton      | SmackDown  | 39    | Elias                            | 10:58   | 4              |
| 36   | Heath Slater     | Raw        | 34    | Braun Strowman                   | 07:38   | 0              |
| 37   | Babatunde        | NXT        | 31    | Braun Strowman                   | 05:53   | 0              |
| 38   | Baron Corbin     | Raw        | 38    | Randy Orton                      | 07:08   | 3              |
| 39   | Titus O'Neil     | Raw        | 35    | Braun Strowman                   | 04:42   | 0              |
| 40   | Dan Matha        | NXT        | 32    | Braun Strowman                   | 02:01   | 0              |
| 41   | Braun Strowman   | Raw        | —     | Winner                           | 22:14   | 13             |
| 42   | Tye Dillinger    | SmackDown  | 36    | Braun Strowman                   | 00:29   | 0              |
| 43   | Curt Hawkins     | Raw        | 40    | Braun Strowman                   | 00:20   | 0              |
| 44   | Bobby Lashley    | Raw        | 45    | Braun Strowman                   | 14:38   | 2              |
| 45   | The Great Khali  | Free agent | 42    | Braun Strowman and Bobby Lashley | 00:31   | 0              |
| 46   | Kevin Owens      | Raw        | 47    | Braun Strowman                   | 10:43   | 0              |
| 47   | Shane McMahon    | SmackDown  | 44    | Braun Strowman                   | 08:07   | 0              |
| 48   | Shelton Benjamin | SmackDown  | 43    | Chris Jericho                    | 04:23   | 0              |
| 49   | Big Cass         | SmackDown  | 49    | Braun Strowman                   | 07:23   | 1              |
| 50   | Chris Jericho    | SmackDown  | 46    | Braun Strowman                   | 03:18   | 1              |

- Bằng cách loại bỏ 13 người đàn ông, Braun Strowman đã phá vỡ kỷ lục 12 người, được thiết lập bởi Roman Reigns tại Royal Rumble 2014.
- Daniel Bryan đã phá vỡ kỷ lục về tuổi thọ kéo dài 1:16:05, kỷ lục trước đó do Rey Mysterio nắm giữ (kéo dài 1:02:12) tại Royal Rumble 2006.
- Big Show và Kane đã được lên kế hoạch cho trận đấu nhưng đã bị kéo ra khỏi sự kiện do chấn thương.[22][23]